# Rawicz
Rawicz és una ciutat de Polònia, pertany al voivodat de Gran Polònia. Es troba a 88 km al sud de Poznań, el 2016 tenia 20.567 habitants.
La vila fou fundada pels refugiats protestants vinguts de Silèsia durant la Guerra dels Trenta Anys. Fou incendiada el 1707 i el 1802. Als anys 1800 la vila tenia una església protestant i un ajuntament medieval. La indústria de la vila se centrava en la fabricació de tabac i de cigarretes. El 1905 tenia 11.403 habitants. Després de la Primera Guerra Mundial formà part de la Segona República Polonesa.
Del 1975 al 1998 la vila formava part del territori del voivodat de Leszno. D'ençà el 1999 la ciutat forma part del voivodat de Gran Polònia.